# Вологоємність гірських порід

Вологоємність гірських порід (рос. влагоемкость, англ. rock's specific retention, rock's moisture capacity; нім. Wasseraufnahmevermögen n der Gesteine n pl, Bergfeuchte f, Wasserschlucken n) — властивість гірських порід вбирати та утримувати, зокрема в пустотах (порах, кавернах і тріщинах), воду. В. оцінюється за відносним ваговим або об'ємним вмістом (у %) вологи шляхом зважування зразків породи, насичених водою і висушених до постійної ваги. За характером розподілу води в пустотах породи розрізнюють гігроскопічну, молекулярну, капілярну і повну В.г.п.
Максимальна, — г і г р о с к о п і ч н а В.г.п., — визначається кількістю вологи, яку порода здатна поглинути з повітря з відносною вологістю 94 %. Для пісків гігроскопічність за масою в сер. бл. 1 %, для мулів 5-10 %, глин — 15-20 %.
М о л е к у л я р н а В.г.п. залежить від характеристики змочуваності поверхні зерен та їх дисперсності. Наприклад, кварцові піски мають найменшу молекулярну В. — 1,5 %, мули бл. 14 %, глини — до 40 % (за масою). Максимальна молекулярна В.г.п. та гігроскопічна В.г.п. є оцінкою фізично зв'язаної води.
К а п і л я р н а В.г.п. відповідає кількості води, що втримується в пустотах породи за рахунок дії капілярних сил. Для пісків вона складає дек. %, для глин — 18-50 %.
П о в н а В.г.п. — макс. к-ть води, яку здатна втримувати водонасичена порода в природних умовах її залягання; граничне значення повної В. дорівнює відкритій пористості порід і коливається в межах 0,5-60 % та більше (для пухких порід, туфів, вугілля бурого, глин, вапняків). За В. гірські породи поділяють на: вологоємні (глини, торф та ін.), слабковологоємні (піски, мергелі, крейда та ін.) та невологоємні (галька, гравій, кам'янисті породи).